# Université de Dunaújváros
L'université de Dunaújváros (en hongrois : Dunaújvárosi Egyetem, DUE) est une université hongroise fondée en 1953 comme école supérieure de Dunaújváros (Dunaújvárosi Főiskola). Elle fonctionne comme université depuis le 1er janvier 2016.